# Alpinia nieuwenhuizii
Alpinia nieuwenhuizii är en enhjärtbladig växtart som beskrevs av Theodoric Valeton. Alpinia nieuwenhuizii ingår i släktet Alpinia och familjen Zingiberaceae. Inga underarter finns listade i Catalogue of Life.